# Serrat del Planot

El Serrat del Planot, respecte del terme de Granera

El Serrat del Planot és un serrat del terme municipal de Granera, a la comarca del Moianès.
Està situat a la zona meridional del terme de Granera, a migdia del poble de Granera, al nord del Serrat de Coronell, amb el qual enllaça pel costat sud. És al sud-oest de l'església de Santa Cecília i al nord-oest de la masia de Coronell, a llevant d'on hi havia hagut Cal Cintet.